# Ракетний обстріл Загреба
Ракетний обстріл Загреба — серія із двох ракетних атак, до яких удались військові формування Республіки Сербська Країна проти столиці Хорватії Загреба 2 та 3 травня 1995 року. Обстріл був акцією-відповіддю країнських сербів на операцію хорватської армії «Блискавка» та був направлений в основному проти цивільних. У результаті атаки Республіки Сербська Країна вбито семеро та поранено щонайменше 175 хорватських цивільних. 

## Історія інциденту

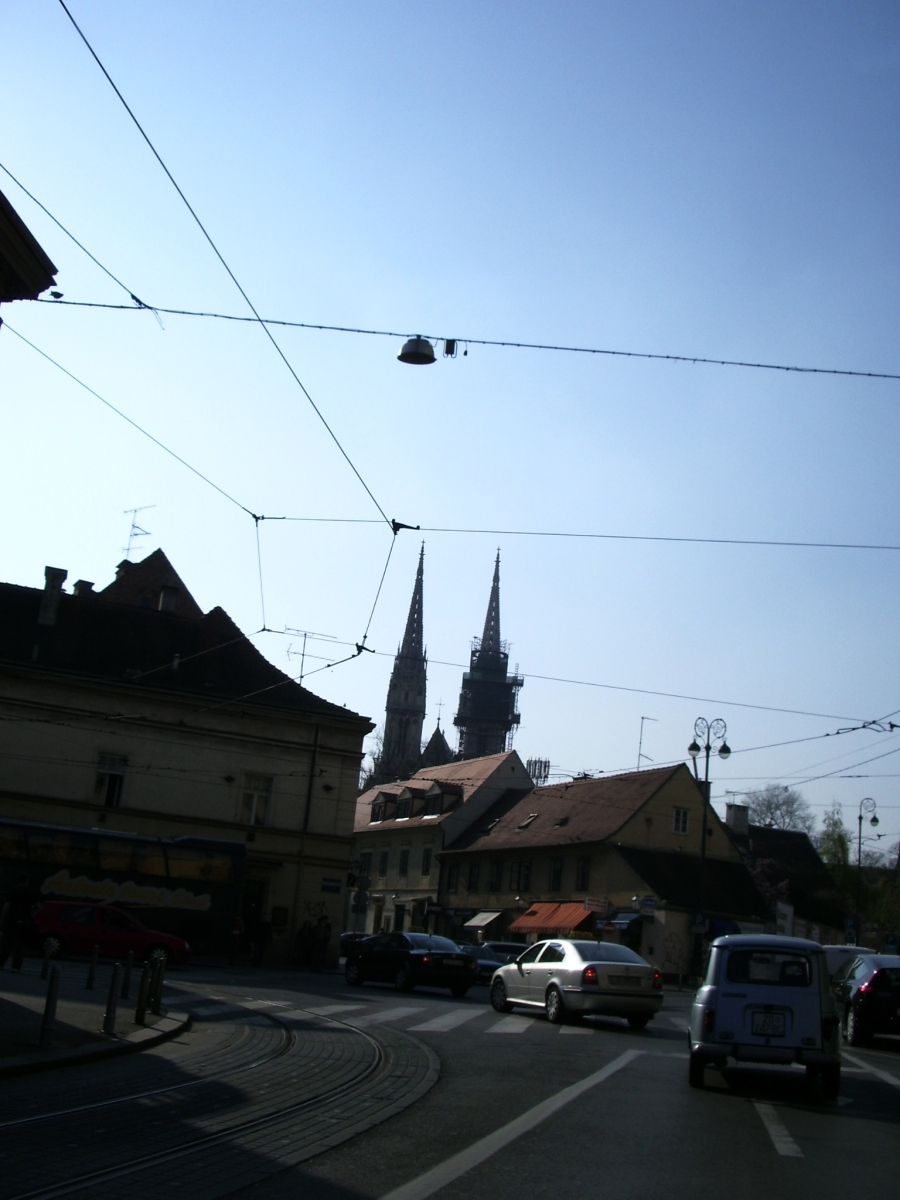
Перехрестя вулиць Власької та Драшковича, де 2 травня впали ракети, випущені із РСЗВ «Оркан»

2 травня ракети із РСЗВ «Оркан» поцілили у перехрестя вулиць Власької та Драшковича, а днем пізніше і в дитячу лікарню на вулиці Клаїчевій, мало не влучили в Хорватський національний театр, впали на площу Ніколи Шубича Зринського і поруч із будинком людей похилого віку «Центр», на середмістя, Загребську академію драматичного мистецтва та аеропорт Плесо.
Наказ про обстріл віддав Мілан Мартич, чим пізніше вихвалявся перед камерами. Його вихваляння, яке, безумовно, мало на меті підбадьорити населення сербської квазідержави та поширити впевненість у тому, що керівництво на чолі з Мартичем може забезпечити оборону проти збройних сил Республіки Хорватія, кінець кінцем призвело до судового процесу в Гаазькому трибуналі та вироку у 35 років в'язниці. У рішенні Міжнародного трибуналу для колишньої Югославії зазначено, що касетні ракети системи «M-87 Orkan», випущені по Загребу, це зброя невибіркової дії. На підставі фактів суд дійшов висновку, що ракетний обстріл, який розпорядився вчинити президент так званої Республіки Сербська Країна Мілан Мартич, умисно скоєний проти мирних жителів, які й були ціллю нападу з метою залякування цивільного населення.
Загреб був найбільшим із кількох міст, що були атаковані Сербською Країною.